# Verfassung des Landes Brandenburg
Die Verfassung des Landes Brandenburg wurde am 14. April 1992 als Entwurf vom Landtag verabschiedet und am 14. Juni von der Bevölkerung durch einen Volksentscheid mit 94,04 Prozent der gültigen Stimmen angenommen. Seither wurde sie siebenmal geändert, zuletzt am 16. Mai 2019.

## Grundlagen
Die Landesverfassung war die erste Vollverfassung eines deutschen Landes seit 1949. Neu für eine deutsche Verfassung waren vor allem die Aufnahme sozialer Grundrechte, die Anerkennung dauerhafter Lebensgemeinschaften neben der Ehe, ein erweiterter Gleichheitsgrundsatz: Jeder schuldet jedem die Anerkennung seiner Würde. (Artikel 7 II), die Verpflichtung von Hörfunk und Fernsehen auf eine Binnenpluralität, ein umfangreicher Katalog zum Schutz der Umwelt (Artikel 39) und genaue Regelungen für eine Totalrevision durch eine Verfassungsgebende Versammlung (Artikel 116). Die im ersten Entwurf enthaltene Abschaffung des Verfassungsschutzes wurde nach Intervention aus der Staatskanzlei wieder gestrichen. Erarbeitet wurde die Verfassung von einem besonders bestellten, dreißigköpfigen Verfassungsausschuss, dem zur Hälfte Abgeordnete aus dem Landtag und zur anderen Hälfte von den Fraktionen benannte externe Persönlichkeiten angehörten.
Die Verfassung knüpft an 
- den Verfassungsentwurf des Zentralen Runden Tisches in der DDR der Nachwendezeit,
- den Grundrechtskatalog des Grundgesetzes und
- den Verfassungsentwurf des Kuratoriums für einen demokratisch verfassten Bund deutscher Länder aus dem Jahr 1991 an.[2]

Sie ist stark beeinflusst von dem Freiheitsimpetus der Bürgerbewegungen aus der Wendezeit: „Demokratie Jetzt“, „Initiative Frieden und Menschenrechte“, „Neues Forum“.
Des Weiteren:
- an die demokratische Verfassungstradition Deutschlands
- an die demokratischen Traditionen Preußens
- an die Verfassung Brandenburgs vom 6. Februar 1947 (bis 1952 in Kraft)

## Sonstiges
Am 22. November 2013 hat der Landtag Brandenburg eine Antirassismus-Klausel durch Artikel 7a der Verfassung aufgenommen, der wie folgt lautet:

„Das Land schützt das friedliche Zusammenleben der Menschen und tritt der Verbreitung rassistischen und fremdenfeindlichen Gedankenguts entgegen.“

Zudem wurde der Artikel 12 Abs. 2 um den Zusatz „[Niemand darf …] aus rassistischen Gründen [bevorzugt oder benachteiligt werden]“ ergänzt.